# Leonard Schapiro
Pour les articles homonymes, voir Schapiro.
Leonard Bertram Schapiro, né le 22 avril 1908 à Glasgow, mort le 2 novembre 1983 à Londres, est un avocat et universitaire britannique.

## Parcours
Né en Écosse, d'origine juive, Leonard Schapiro passe son enfance à Riga et à Saint-Pétersbourg. Au cours de la guerre civile russe, en 1920, il retourne avec ses parents au Royaume-Uni et s'installe à Londres. Leonard Schapiro exerce en tant qu'avocat à partir de 1932 et travaille dans les renseignements militaires au cours de la Seconde Guerre mondiale. Il est toujours resté méfiant vis-à-vis du discours officiel soviétique et, en tant qu'avocat, avait une préférence affichée pour le respect de la loi et pour l'ordre. Selon Daniel Field, Leonard Schapiro faisait preuve d'un « conservatisme catégorique » et d'une « animosité envers le socialisme et le système soviétique ».
Ce n'est qu'en 1955 qu'il publie son premier livre, The Origins of the Communist Autocracy. Il enseigne alors à la London School of Economics jusqu'en 1975 en tant que professeur de science politique, avec une spécialité sur la Russie et l'URSS. Son livre le plus célèbre, De Lénine à Staline : Histoire du Parti communiste de l'Union soviétique, est paru pour la première fois en 1960. Après sa mort, certains de ses articles ont été rassemblés dans l'ouvrage Russian Studies.
Dans l'historiographie de l'URSS, Leonard Schapiro est représentant du courant libéral aux côtés de Robert Conquest ou Martin Malia par exemple. Il situe ses influences principales chez Boris Souvarine et Merle Fainsod. En 1972, Leonard Schapiro a écrit un livre sur le totalitarisme, dans lequel il exprimait le fait qu’il croyait toujours en la pertinence du concept, malgré les critiques dont celui-ci a été l'objet. Il reconnaissait néanmoins, à la suite du débat des années 1960, qu’il y avait une distance entre le modèle conceptuel et les pratiques réelles des régimes communistes. D'autre part, il s'opposait au « jargon spécialisé de l'analyse sociologique », auquel il reprochait de brouiller toute la compréhension de la société soviétique.